# Viliam Karmažin
Viliam Karmažin (23 de setembro de 1922 - 10 de abril de 2018) foi um compositor e maestro eslovaco. Ele era considerado o maestro vivo mais antigo do mundo.